# Mariä Himmelfahrt (Umkirch)

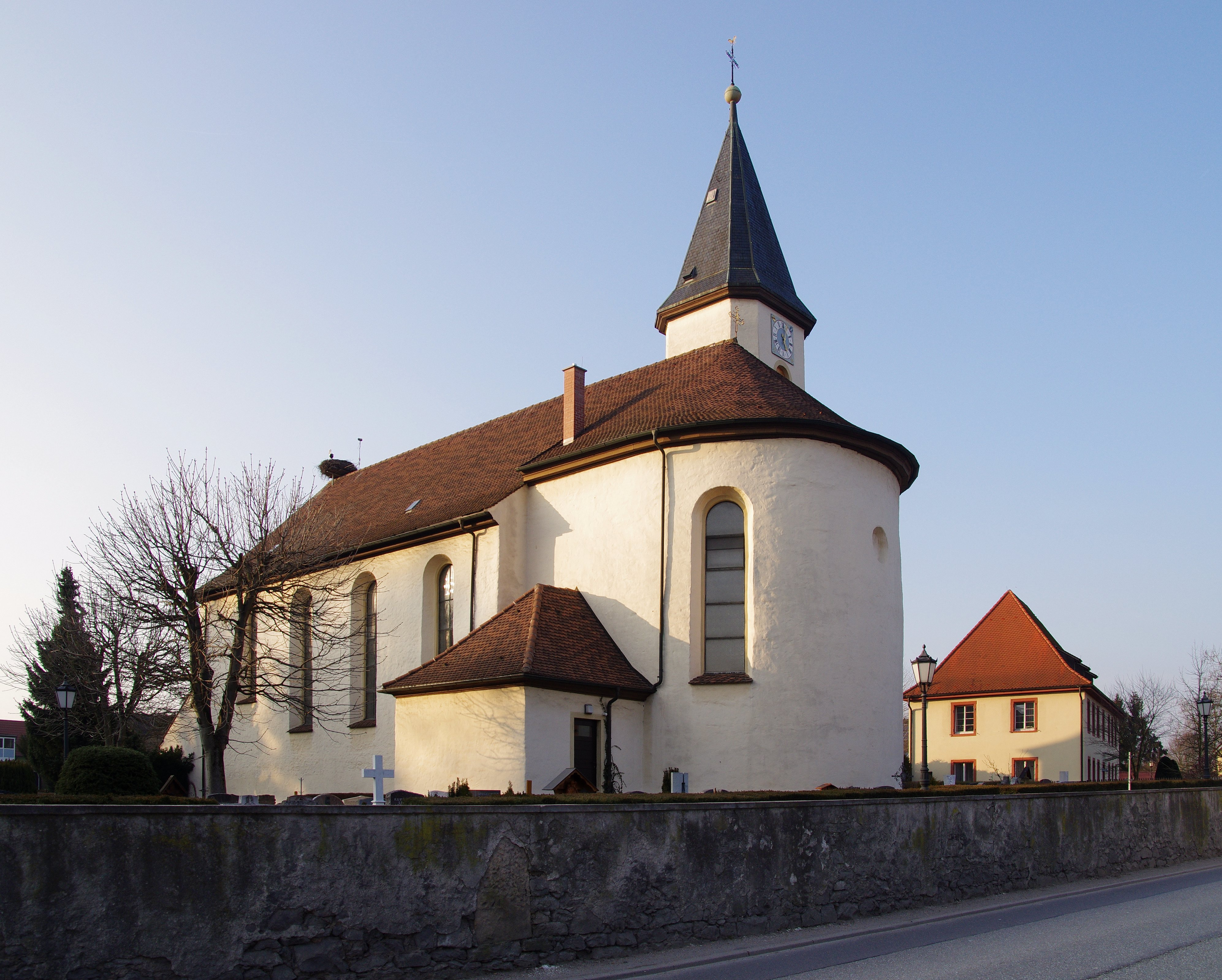
Die Kirche Mariä Himmelfahrt

Die katholische Kirche Mariä Himmelfahrt im Ortszentrum von Umkirch gehört zum Dekanat Breisgau-Neuenburg und ist die älteste Pfarrkirche im Breisgau sowie das älteste Gebäude des Ortes. Die Pfarrei Umkirch gehört zur Seelsorgeeinheit March-Gottenheim im Dekanat Breisach-Neuenburg der Erzdiözese Freiburg. Das Patrozinium Mariä Himmelfahrt wird am 15. August gefeiert.

## Geschichte
Die Besiedlung der Umkircher Gemarkung durch die Römer ist seit 100 nach Christus nachgewiesen, denen die Alemannen folgten, welche 496 von den Franken unterworfen wurden. Der erste urkundliche Nachweis stammt aus einer Urkunde vom 5. Juni 1087. Dieses Schriftstück handelt von einem Tauschgeschäft zwischen den Bischöfen von Basel und der Abtei Cluny in Frankreich, bei dem es um das Kloster Sankt Ulrich im Hexental ging. In dieser Urkunde wird ein Humbert de „Untkilcha“ als einer der anwesenden Zeugen der Bischöfe erwähnt. Der vollständige Name der Siedlung war „Untkilcha“ ecclesia in undis (Kirche zwischen den Wellen). Der Siedlungsname ergab sich aus der dort vorhandenen Kirche die zwischen zwei Bachläufen lag. Zur Namensgebung: der Name setzt sich zusammen aus lateinisch undis für Welle und Kilicha, welches aus dem althochdeutschen stammt und Kirche bedeutet. Der Ort entwickelte sich dann im Mittelalter zu einem Zentrum des Basler bischöflichen Besitzes im Breisgau.
Der ursprüngliche Kirchenbau soll aus Holz und seit dem siebten Jahrhundert bestanden haben; er wurde um 1050 durch einen Steinbau ersetzt. Dieser Steinbau steht auf den Fundamenten eines römischen Gebäudes, die von einer Brandschicht bedeckt sind. Die ursprüngliche Bauform ist romanisch, im 14. Jahrhundert wurde sie im gotischen Stil umgebaut. 1739 wurde der vierstöckige Turm errichtet, nachdem sein Vorgänger einem Blitzeinschlag zum Opfer gefallen war.
Ein weiterer Umbau wurde in der Zeit von 1760 bis 1765 im Rokokostil durchgeführt. Erhalten blieben dabei lediglich das spitzbogige gotische Westportal mit Stab und zwei Kehlen sowie der spitzbogige einfach geschrägte Triumphbogen.
Im Februar 2011 wurde die Kirche nach einer längeren Renovierung vom Weihbischof Bernd Uhl erneut geweiht, Schwerpunkte des Umbaus waren die Neugestaltung der Taufkapelle sowie ein behindertengerechter Zugang zum Glockenturm und die dortige Schaffung eines Andachtsraums. Beleuchtung, Lautsprecheranlage, Glockenstuhl und Glockentechnik wurden modernisiert und die Turmuhr repariert. Letztere befindet sich im Besitz der politischen Gemeinde.

## Ausstattung
Die drei Altäre sowie die Kanzel stammen aus dem 18. Jahrhundert. Der Hauptaltar mit einer Darstellung der Himmelfahrt von Maria, nach welcher die Kirche ihren Namen trägt, ist eine Kopie des Gemäldes von Guido Reni von 1642, das heute in der Alten Pinakothek in München hängt. Der rechte Seitenaltar mit einem Gemälde der Heiligen Wendelin und Sebastian, den Ortspatronen von Umkirch, zeigt im Hintergrund den Ort Umkirch im 18. Jahrhundert, auch die 1750 erbaute Schloss-Mühle am Mühlbach.
Im Altarraum befindet sich an der Wand auf der Nordseite eine Madonnenfigur. Der Bildhauer Wolfgang Eckert aus Furtwangen schuf Volksaltar, Ambo und Osterleuchter, die im Jahr 2000 geweiht wurden.
Die Orgel mit 19 klingenden Registern auf zwei Manualen und Pedal aus dem Jahr 1980 ist das Opus 513 der Firma Metzler & Söhne (Dietikon). Sie löste ein Vorgängerinstrument von 1858 des Freiburger Orgelbauers Eduard Stadtmüller ab, das mit 12 Registern auf einem Manual ausgestattet war.

## Glocken
Im Kirchturm hängt ein vierstimmiges Glockengeläut aus Bronze, das von der Glockengießerei Grüninger gegossen wurde. Die kleinste Glocke von 1906 hatte die Beschlagnahmen beider Weltkriege überstanden, die anderen wurden 1951 gegossen.
| Glocke | Name               | Durchmesser | Gewicht | Schlagton | Aufschrift                                                   |
| ------ | ------------------ | ----------- | ------- | --------- | ------------------------------------------------------------ |
| 1      | Christkönigsglocke | 1022 mm0    | 700 kg  | g′±0      | Dein Reich komme zu uns                                      |
| 2      | Marienglocke       | 901 mm      | 450 kg  | a′-1      | Maria breit deinen Mantel aus/ Über’s Volk das Dorf das Haus |
| 3      | Mutter Anna        | 807 mm      | 350 kg  | h′±0      | Mutter Anna bitte für uns                                    |
| 4      | St. Sebastianus    | 700 mm      | 231 kg  | d″+2      |                                                              |

Alle Glocken sind in den Uhrschlag der Turmuhr einbezogen. Der Schlag zur vollen Stunde ertönt von Glocke 1, die anderen drei bilden den Viertelstundenschlag. Zifferblätter der Uhr sind an drei Seiten des Turms über den Schallöffnungen der Glockenstube angebracht.

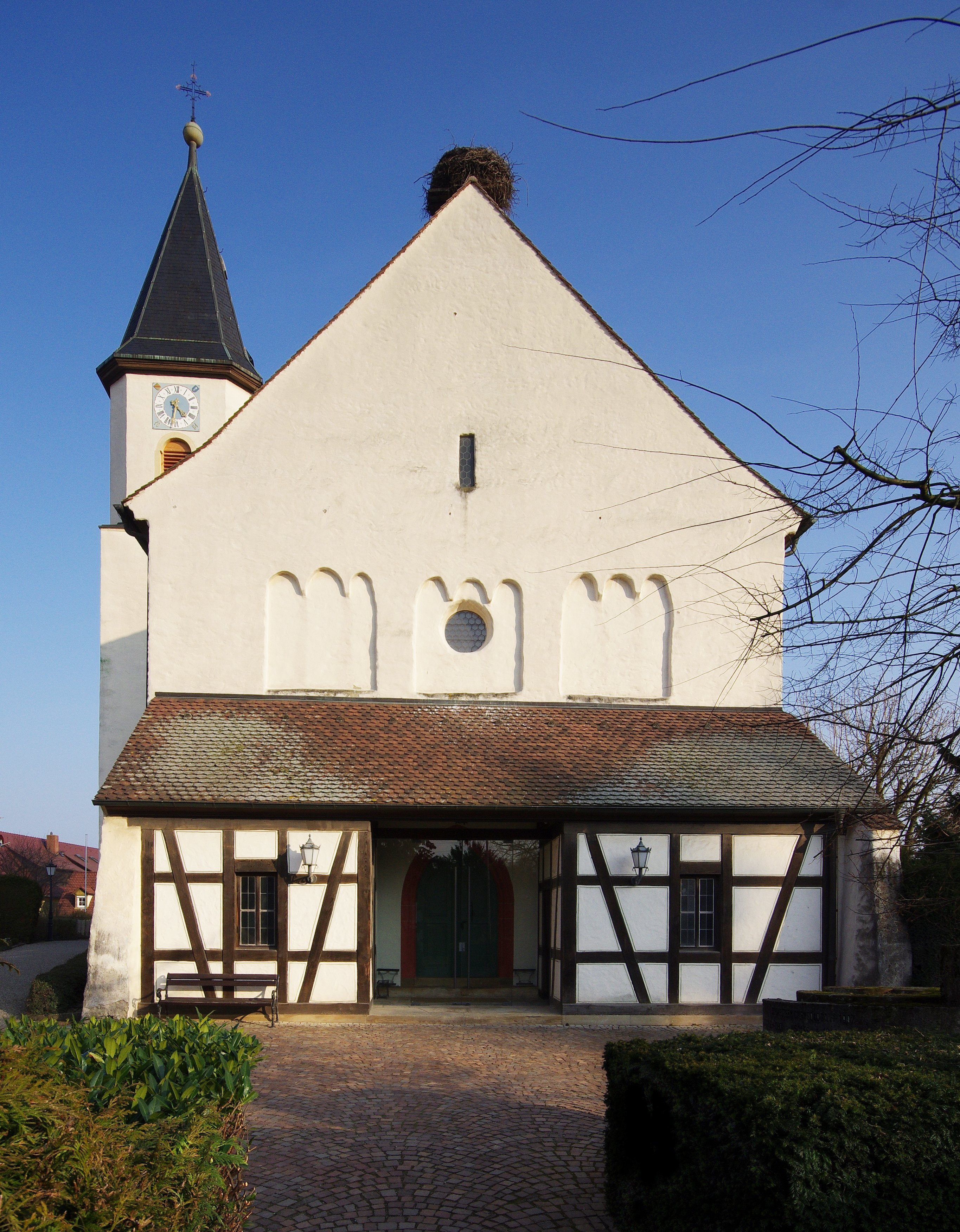
Eingang zur Pfarrkirche
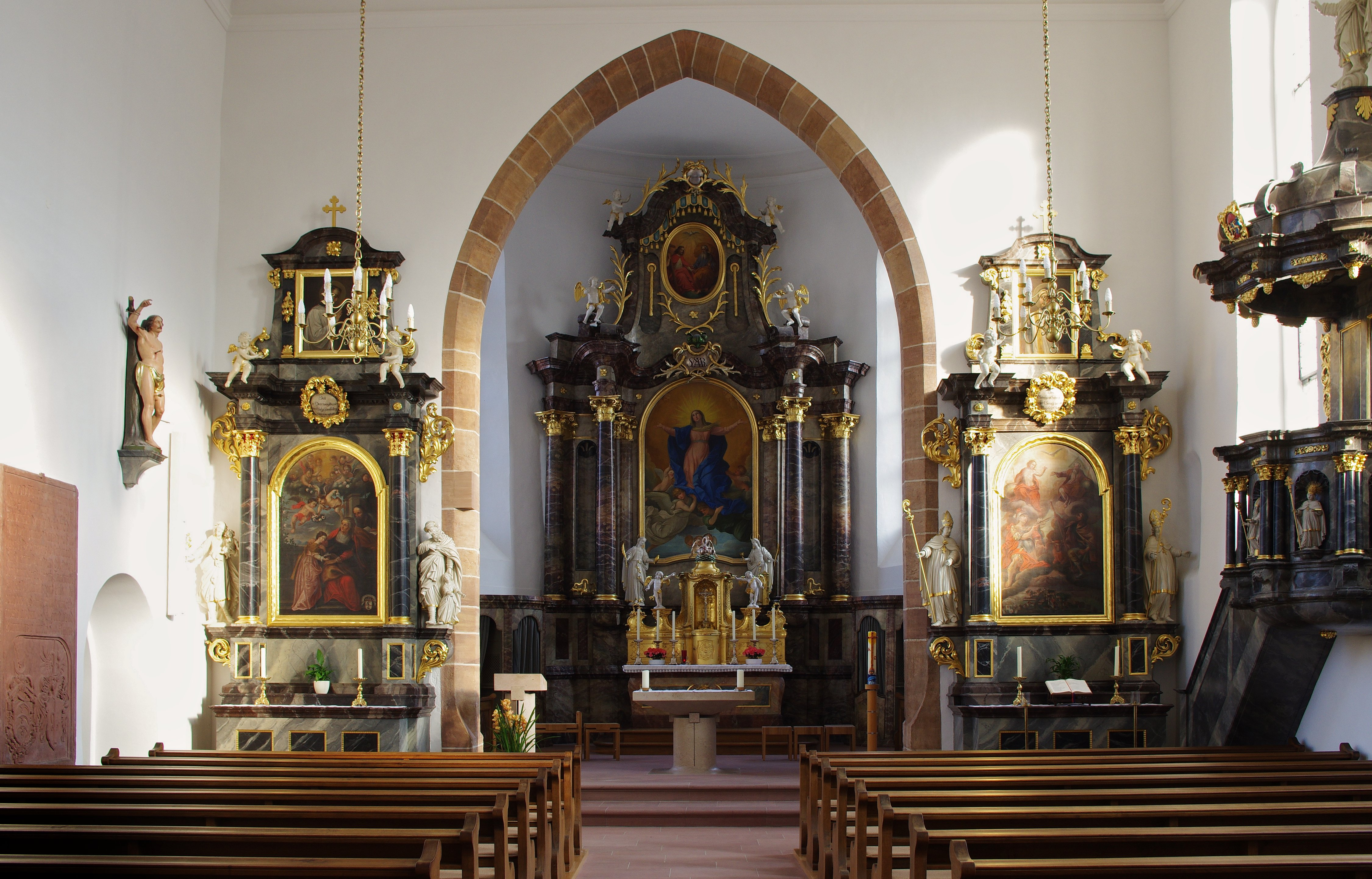
Rokoko-Altäre
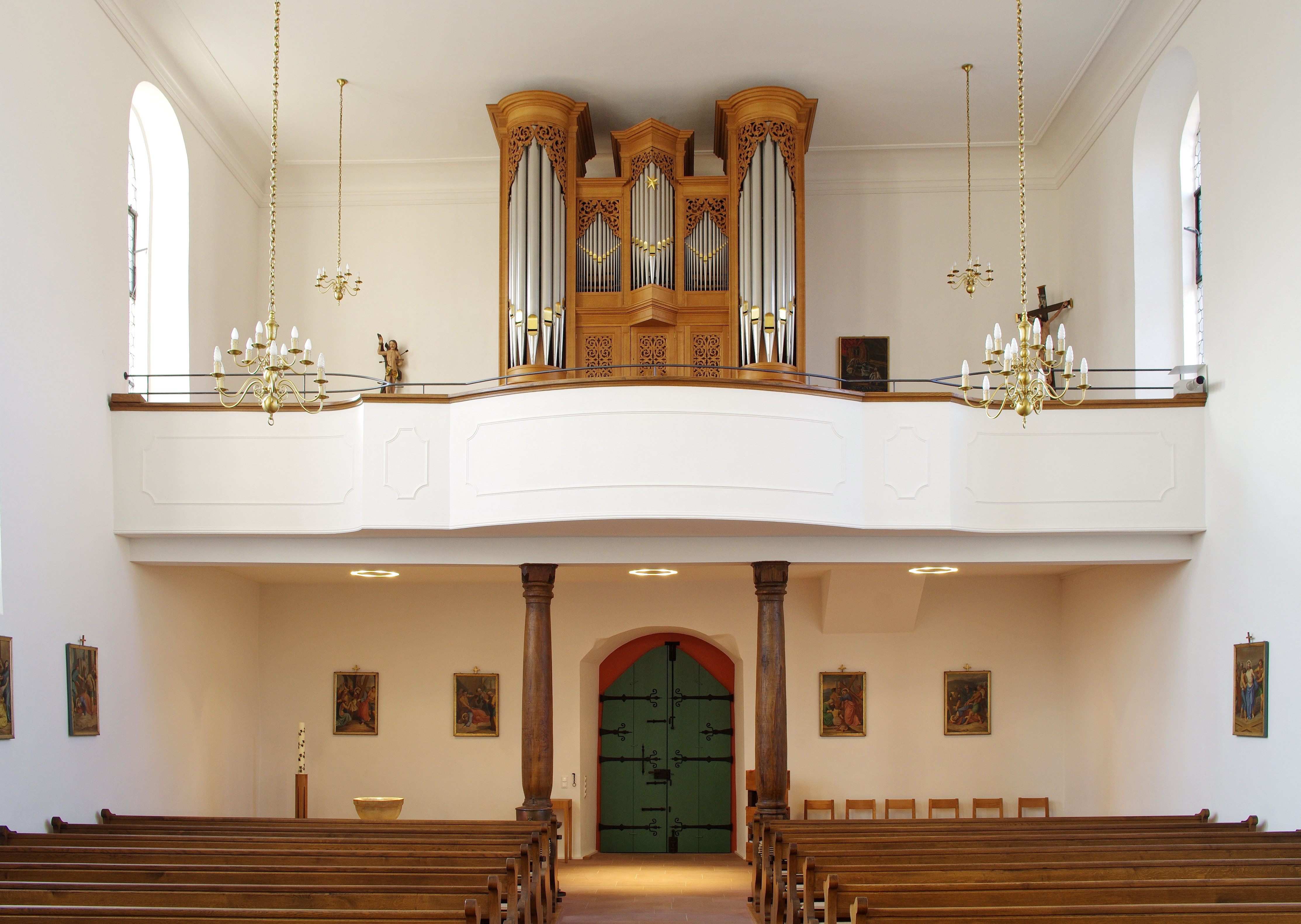
Orgelempore
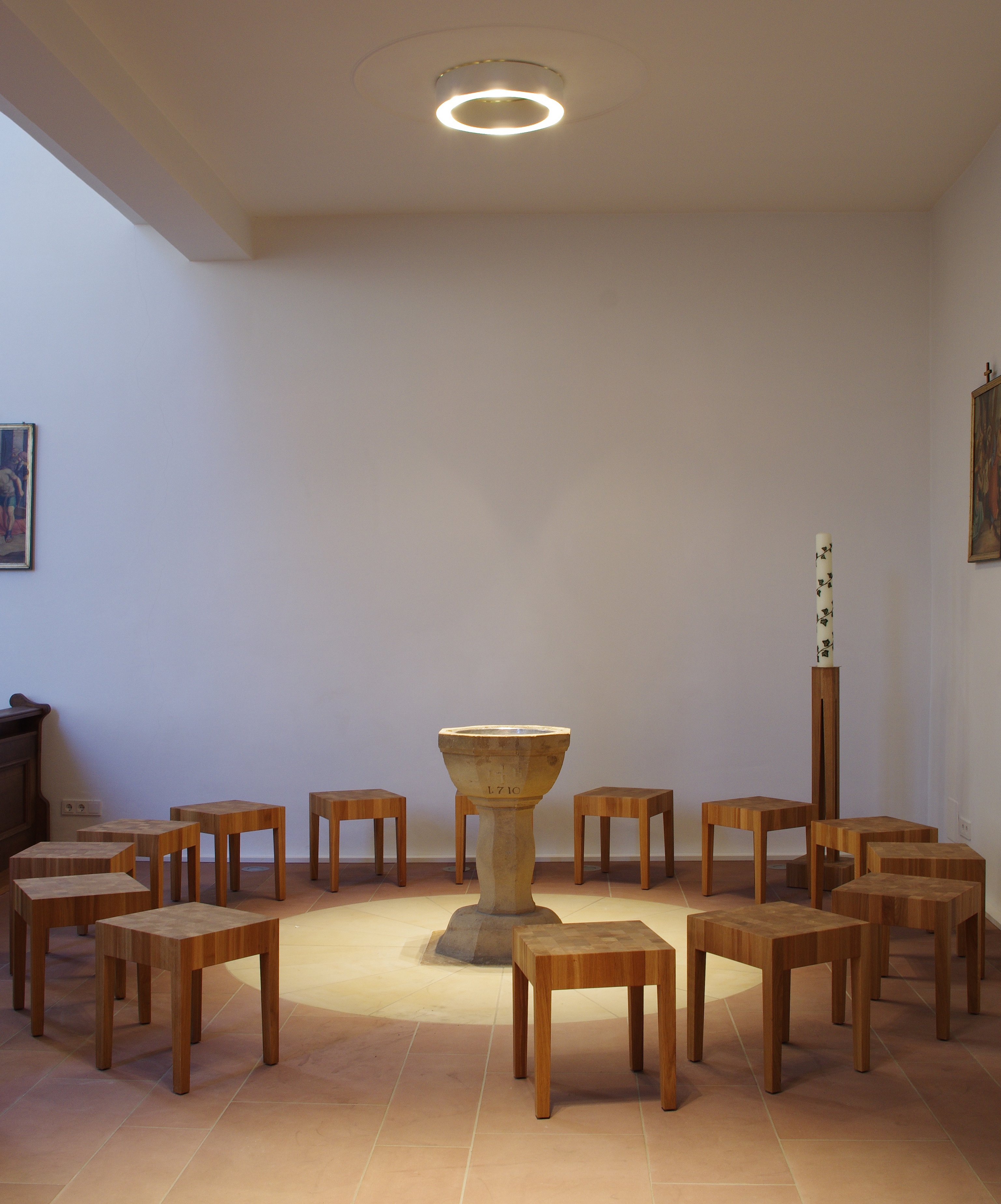
Taufkapelle (2011)